# Günther Kaphammel
Günther Kaphammel (* 1926 in Wittenberg; † 2002 in Braunschweig) war ein deutscher Künstler, insbesondere Zeichner und Aquarellmaler.

## Leben
Günther Kaphammel wurde 1926 in Wittenberg geboren. Gleich nach der Schule wurde er eingezogen. Nach Kriegsende absolvierte er in seiner Heimatstadt eine Ausbildung als Dekorationsmaler. Nach seiner Übersiedlung nach Braunschweig 1948 studierte er an der Kunstgewerbeschule und später an der Werkkunstschule bei Günter Clausen. 1956 trat er dem Bund Bildender Künstler in Braunschweig bei.
Seine ersten Ausstellungen von Malereien in Braunschweig, Hannover, Heidelberg, Schwäbisch Hall, Ulm und Baden-Baden fanden lebhafte Zustimmung. Bekannt wurde er durch seine Aquarellmalerei auf saugend angefeuchtetem Papier von Architektur und Landschaftsdarstellungen seiner Braunschweiger Umgebung. Insbesondere zeichnete und malte er in den 50er Jahren Ansichten des kriegszerstörten Braunschweigs. In späteren Jahren löste er sich von der Gegenständlichkeit und es entstanden atmosphärische Bilder von kosmischer Weite.
1999 erschien eine Aquarellserie Günther Kaphammels in dem Bildband „Der goldene Schnitt“, in welcher der Künstler harmonischen Proportionen in Kunst, Architektur und Natur nachging.
2002 ist Günther Kaphammel in Braunschweig gestorben.

## Werk
- Günther Kaphammel: Der Goldene Schnitt. Harmonische Proportionen. Braunschweig, Selbstverlag – Günther Kaphammel. 2000, 4°, 184 S., ISBN 3-00-005894-X